# Buln Buln

S
Buln Buln – miasto w Australii, w stanie Wiktoria.